# Francesco Dellamorte
Francesco Dellamorte è il personaggio protagonista del romanzo di Tiziano Sclavi Dellamorte Dellamore, scritto nel 1983 e pubblicato da Camunia nel 1991, e del film omonimo ad esso ispirato.

## Biografia del personaggio
Francesco Dellamorte è il guardiano del cimitero di Buffalora, un paese immaginario; vive nel camposanto completamente isolato dal mondo e dalla vita sociale assieme al suo aiutante Gnaghi, il quale è incapace di parlare e ha apparentemente il quoziente intellettivo di un bambino.
È nato in un paese che dista sei chilometri da Buffalora.
L'abitudinaria vita di Dellamorte (mantenere le tombe, collezionare necrologi e di conseguenza cancellare i nomi dei deceduti dall'elenco del telefono, giocare a costruire un modellino di teschio in plastica) è movimentata da una strana "epidemia": entro sette giorni dal decesso, parte dei defunti, da lui definiti «ritornanti», tornano in vita, affamati di carne viva, e così è costretto a colpirli in testa, per eliminarli e seppellirli un'ultima volta.
Nel cimitero viene a far visita un giorno una vedova, che segnerà profondamente la vita anomala ma abitudinaria di Francesco, prima di morire per poi cominciare una serie di reincarnazioni.

## Riferimenti in altri media

### Cinema
Francesco Dellamorte è interpretato da Rupert Everett nel film del 1994 Dellamorte Dellamore, diretto da Michele Soavi e tratto dall'omonimo romanzo.

### Fumetti
Francesco Dellamorte è stato definito un prototipo del celeberrimo Dylan Dog dello stesso Sclavi, che difatti lo fece esordire nella sua prima storia a fumetti nel 1986 (tre anni dopo la composizione del romanzo). I due personaggi presentano perciò svariate similitudini, anche se non mancano significative divergenze. Entrambi dispongono di un aiutante alquanto pittoresco e coltivano passatempi abbastanza simili: così come Francesco Dellamorte si cimenta nell'assemblare un teschio-puzzle, che non riuscirà mai a vedere compiuto, Dylan Dog a sua volta cerca costantemente di costruire un modellino di galeone, che non riesce mai a completare; come Dylan Dog ama suonare il suo clarinetto, Francesco Dellamorte tiene degli elenchi del telefono su cui si diletta a depennarne i nomi delle persone appena decedute. Dylan Dog possiede una Volkswagen Maggiolino bianca cabrio e Francesco Dellamorte una Fiat Bianchina Trasformabile. 
È quindi chiaro che i due personaggi presentino molte analogie; ad accomunarli sono anche l'ironia ed il rapporto diretto con la morte: entrambi, in alcune occasioni, vengono a contatto con la morte personificata. 
Sono da citare, tuttavia, alcune significative differenze: Dylan Dog indaga l'incubo, Dellamorte lo vive con distacco e indifferenza, Dylan Dog è ottimista e amante della vita, mentre Francesco Dellamorte non la distingue neanche dalla morte, quasi fossero la stessa cosa. Inoltre, Francesco Dellamorte fuma e beve intensivamente, mentre Dylan Dog è astemio e non fa uso di sigarette.
Francesco Dellamorte compare inoltre in un albo del fumetto Dylan Dog, lo speciale numero 3 Orrore nero, in cui è co-protagonista. È inoltre menzionato in altri due albi: quando Dylan si ritrova in un cimitero alle prese con una tomba, nel numero 94, dove esclama: «Se mi vedesse il mio amico Dellamorte... penserebbe che voglio rubargli il mestiere!», e nel numero 205, mentre pedina un uomo che scopre essere un becchino, commentando: «E allora? È un lavoro come un altro, dopotutto... su un mio amico italiano hanno fatto anche un film!».